# Порт Сафага
Порт Сафага (на арабски: سفاجا‎; също познат като Бур Сафага или Сафага) е град в Египет, разположен по крайбрежието на Червено море, на 53 км (33 мили) южно от Хургада. Населението му е 50 665 жители (по приблизителна оценка от юли 2018 г.).
Градът е туристическа дестинация. Има хотел с 48 стаи (126 легла). Известен е със своите минерални извори и чистия си въздух.
През 1993 г. градът е домакин на световното уиндсърфинг състезание в Червено море.